# Catalina Foothills
Catalina Foothills är en tätort i den amerikanska delstaten Arizona med en yta av 115,5 km² och en befolkning, som uppgår till cirka 54 000 invånare (2000). Av befolkningen är cirka 8 procent av latinamerikansk härkomst.
Staden är belägen i den södra delen av delstaten cirka 20 km norr om Tucson, cirka 140 km sydost om huvudstaden Phoenix och cirka 110 km norr om gränsen till Mexiko.